# Blanking-Periode
Die Blanking-Periode, mitunter auch Ausblendungsphase genannt, ist ein allgemein anerkannter dreimonatiger Zeitraum, innerhalb dessen Arrhythmien nach einer Myokardablation unberücksichtigt bleiben in dem Sinne, dass sie als vermeintlich unspezifische Ereignisse aus der Wirksamkeitsanalyse ausgeklammert werden.

## Analyse des Auftretens von Arrhythmien
Arrhythmien können verschiedene Ursachen haben. Die Anwendung ablativer Energie auf das Vorhofgewebe hat eine entzündungsfördernde und potenziell arrhythmogene Wirkung, wodurch möglicherweise akute entzündliche Veränderungen zu einem sofortigen Rezidiv führen können.
In 35 bis 65 Prozent aller Fälle treten Vorhofarrhythmien innerhalb der ersten drei Monate nach der Ablation auf. Ist dies schon im ersten Monat der Fall, so deutet es besonders auf mögliche Spätrezidive hin.
Die frühen Rezidive von Arrhythmien wie Vorhofflimmern, Vorhofflattern, linksatriale (vom linken Vorhof ausgehende) Tachykardie werden in der medizinischen Fachliteratur mit ERAT abgekürzt. Sie gelten als vorübergehend und gutartig und treten bei bis zu 40 Prozent der Patientinnen und Patienten auf. Bei der Hälfte dieser Gruppe mit symptomatischer ERAT nach der Ablation kommt es jedoch zu Rückfällen.
Untersuchungen haben ergeben, dass ERAT hauptsächlich innerhalb der ersten zwei Wochen nach der Ablation auftritt. Gewebeödeme nach Ablation verschwinden innerhalb eines Monats. Deshalb steht eine dreimonatige Blanking-Periode in der Kritik, da sie zu lang erscheint. Ein Zeitraum von vier Wochen nach chirurgischen oder transkatheteralen Ablationen wird als kardiologisch sinnvoller betrachtet.
Nach neuesten Studien werden Arrhythmie-Rezidive, die in den ersten Wochen nach einer Katheterablation wegen Vorhofflimmerns auftreten, nicht zwangsläufig als Misserfolg des Eingriffs gewertet. Man geht davon aus, dass solche Frührezidive im Unterschied zu Spätrezidiven ihre Ursache in vorübergehenden lokalen Entzündungsreaktionen im Vorhof infolge des Eingriffs haben und von selbst wieder abheilen. Allerdings ergab eine Studie koreanischer Kardiologen, dass in knapp 70 Prozent der untersuchten Fälle auf Frührezidive auch Spätrezidive folgten.

## Medikation nach Ablation
Trotz Ablation kann häufig nicht auf eine Medikation verzichtet werden. Studien belegen, dass etwa 30 bis 40 Prozent der Teilnehmenden trotz einer Vorhofflimmern-Ablation weiterhin mit Antiarrhythmika behandelt werden, was unter anderem an den während der Blanking-Periode auftretenden Frührezidiven liegt, die durch lokale Entzündungsreaktionen im Vorhof verursacht werden. Solche Frührezidive lassen sich durch den Einsatz von Antiarrhythmika verhindern. Allerdings steht der Nutzen einer solchen Therapie infrage, insbesondere wenn sie über die Blanking-Periode hinaus andauert.